# Шаховская, Наталия Николаевна
Ната́лия Никола́евна Шаховска́я (27 сентября 1935, Москва ― 20 мая 2017, там же) ― советская, российская виолончелистка, педагог. Народная артистка СССР (1991).

## Биография
В 1954 году окончила Московскую среднюю специальную музыкальную школу им. Гнесиных (класс Д. Б. Любкина, А. К. Федорченко), в 1959 — Московскую консерваторию им. П. И. Чайковского (класс С. М. Козолупова), аспирантуру проходила под руководством М. Л. Ростроповича (окончила в 1962).
Выступала как солистка, в том числе с оркестрами под управлением крупнейших мировых дирижёров К. Зандерлингом, Д. Китаенко, К. Кондрашиным, К. Мазуром, Н. Рахлиным, Г. Рождественским, М. Ростроповичем, В. Спиваковым, А. Хачатуряном, М. Шостаковичем, а также в камерных ансамблях (с 1964 ― в фортепианном трио с Е. Малининым и Э. Грачом). В её репертуар входила классическая и современная музыка для виолончели, в том числе произведения, написанные специально для неё и ей посвящённые.
Гастролировала за рубежом во многих странах мира.
В 1959―1962 годах преподавала игру на виолончели в Московском музыкальном училище им. М. М. Ипполитова-Иванова (ныне Государственный музыкально-педагогический институт имени М. М. Ипполитова-Иванова), в 1963―1993 ― в Музыкальном училище при Московской консерватории. В 1995―2000 годах ― декан кафедры струнных инструментов Государственного музыкального педагогического института им. М. М. Ипполитова-Иванова. В 1998—2004 годах — профессор Российской академии музыки имени Гнесиных. С 1962 года преподавала в Московской консерватории (с 1974 — заведующая кафедрой виолончели и контрабаса, с 1980 — профессор, с 2000 — заведующая кафедрой виолончели). Проводила семинары и мастер-классы в России и во многих зарубежных странах.
С 2000 года была заведующей кафедрой виолончели в Высшей школе музыки королевы Софии (Мадрид).
Регулярно участвовала в жюри международных конкурсов: Международный конкурс имени П. И. Чайковского (начиная с Пятого — постоянно), Международный конкурс виолончелистов музыкального фестиваля «Пражская весна», Международных конкурсов виолончелистов им. М. Ростроповича в Париже, ARD в Германии, конкурса в Претории (ЮАР), имени В. Лютославского в Варшаве, имени Д. Поппера (Венгрия), имени К. Давыдова (Латвия). С 1966 года — постоянный член жюри Всесоюзного конкурса виолончелистов, председатель жюри конкурсов: юношеского им. П. И. Чайковского (Япония, Китай), «Классическое наследие» (Москва), конкурсов в Тольятти, Волгограде. Председатель жюри виолончелистов XIII Международного конкурса им. П. И. Чайковского (2007).
Была членом Ассоциации музыкальных деятелей России, Ассоциации лауреатов Международного конкурса им. П. И. Чайковского, Международного союза музыкальных деятелей, Ассоциации музыкантов-педагогов Японии, Комиссии по Государственным премиям при Президенте РФ.
Среди учеников: Заслуженные артисты РФ С. Пешков, А. Загоринский, К. Родин, М. Тарасова, В. Бальшин, Б. Андрианов; свыше 50 лауреатов международных и всесоюзных конкурсов: Д. Шаповалов, Я. Судзиловский, Е. Сущенко, А. Рамм, Т. Мерк (Норвегия), У. Таммик (Эстония), и многие другие.
Скончалась 20 мая 2017 года в Москве. Похоронена на Троекуровском кладбище (участок 25).

## Награды и звания
- I премия Фестиваля молодёжи Москвы (1957)
- I премия Художественного конкурса на Всесоюзном фестивале советской молодёжи в Москве (1957)
- I премия на конкурсе Всемирного фестиваля молодёжи и студентов в Москве (1957)
- I премия Всесоюзного конкурса музыкантов-исполнителей в Москве (1961)
- II премия на Международном конкурсе виолончелистов им. А. Дворжака музыкального фестиваля «Пражская весна» (1961)
- I премия II-го Международного конкурса имени П. И. Чайковского в Москве (1962)
- Заслуженная артистка РСФСР (1966)
- Народная артистка РСФСР (1979)
- Народная артистка СССР (1991) — за большие заслуги в развитии советского музыкального искусства и плодотворную педагогическую деятельность[3]
- Орден «Знак Почёта» (1971)
- Орден Дружбы (2017) — за выдающийся вклад в развитие отечественной культуры и многолетнюю плодотворную деятельность[4]
- Орден Альфонса X Мудрого (Испания, 2014)[5]
- Медаль «За пропаганду творчества Эжена Изаи» (Бельгия)
- Благодарность Министра культуры и массовых коммуникаций Российской Федерации (2006) — за вклад в развитие советской музыкальной культуры[6].